# جيوفري دبليو. كروفورد
جيوفري دبليو. كروفورد (بالإنجليزية: Geoffrey W. Crawford)‏ هو قاضي ومحامي أمريكي، ولد في 20 يوليو 1954 في آن آربر في الولايات المتحدة.